# Sigo quemando infinitos
Sigo quemando infinitos es el segundo álbum en vivo de la banda chilena Saiko, después del álbum incluido en el estuche DVD en vivo llamado Saiko Blondie 2005.
Es un álbum vivo de grandes éxitos grabado durante una presentación en vivo en el Club Chocolate realizada en el año 2016, en cuya presentación la formación de la banda es Denisse Malebrán, Luciano Rojas, Rodrigo Aboitiz, Roberto Bosch y Carlos Azócar.
El álbum consta de 19 temas que repasan la discografía de la banda, incluyendo temas de casi todos los álbumes publicados hasta la fecha, con excepción del álbum Volar.
El álbum se publicó priorizando el formato de descarga digital, en las diversas plataformas como Spotify, Deezer, iTunes y en el canal oficial de la banda en Youtube, además de una edición limitada del álbum en formato CD.

## Lista de canciones
| Sigo quemando infinitos |                                      |          |  |
| N.º                     | Título                               | Duración |  |
| 1.                      | «Las horas» (en vivo)                | 5:19     |  |
| 2.                      | «Alud» (en vivo)                     | 4:00     |  |
| 3.                      | «La fábula» (en vivo)                | 5:24     |  |
| 4.                      | «Happy hour» (en vivo)               | 4:51     |  |
| 5.                      | «Trapecio» (en vivo)                 | 4:32     |  |
| 6.                      | «Es tan lógico» (en vivo)            | 4:11     |  |
| 7.                      | «Amor que no es» (en vivo)           | 4:13     |  |
| 8.                      | «Cuál es tu plan» (en vivo)          | 4:20     |  |
| 9.                      | «100 mil vientos» (en vivo)          | 4:07     |  |
| 10.                     | «Azar» (en vivo)                     | 4:03     |  |
| 11.                     | «El cielo entre tus manos» (en vivo) | 5:20     |  |
| 12.                     | «Pausa» (en vivo)                    | 4:56     |  |
| 13.                     | «Cuando miro en tus ojos» (en vivo)  | 5:49     |  |
| 14.                     | «Limito con el sol» (en vivo)        | 3:54     |  |
| 15.                     | «Debilidad» (en vivo)                | 6:18     |  |
| 16.                     | «Patético» (en vivo)                 | 2:18     |  |
| 17.                     | «El informe» (en vivo)               | 2:16     |  |
| 18.                     | «Mi felicidad» (en vivo)             | 5:44     |  |
| 19.                     | «Lo que mereces» (en vivo)           | 5:53     |  |
| 87:28                   |                                      |          |  |

## Créditos
- Denisse Malebrán, voz
- Luciano Rojas, bajo
- Rodrigo Aboitiz, teclados
- Roberto Bosch, batería
- Carlos Azócar, guitarra